# Marigny-sur-Yonne
Marigny-sur-Yonne é uma comuna francesa na região administrativa de Borgonha-Franco-Condado, no departamento Nièvre. Estende-se por uma área de 11,35 km². Em 2010 a comuna tinha 204 habitantes (densidade: 18 hab./km²).